# 임신수와 출산수
생물학 및 의학에서 임신수와 출산수(gravidity and parity)는 여성이 임신한 횟수(gravidity; 임신)와 생존 가능한 임신 연령까지 임신을 유지한 횟수(parity; 출산수, 임신분만력, 출산력, 임신분만경력, 출산경력)를 말한다.

## 의학에서의 출산수

### 미분만부
미분만부(nulliparity, 미분만성, 미경산, 미산)

## 같이 보기
- 자궁 내 장치